# Радован Иванишевић
Радован Иванишевић је био капетан југословенске војске, војвода динарски и начелник штаба Динарске Дивизије.

## Биографија
Капетан Радован Иванишевић је почетак општег народног устанка дочекао у Црној Гори. После јаке италијанске офанзиве и слома устанка, четнички одреди су разбијени у мање групе и одступили у планине, а многи устаници су заробљени и интернирани. Почетком 1942. године, официрска група која је деловала из Цетиња одлучила је да пошаље капетана Радована Иванишевића у југословенско посланство у Турску ради хватања везе и добијања инструкција за даљи рад. Нажалост, Иванишевић није успео да добије потребне путне исправе од италијанских власти и прикључио се новоформираном штабу војводе Бирчанина у Сплиту. Најближи сарадници војводе Бирчанина били су капетан Радован Иванишевић, Момчило Ђујић и Добросав Јевђевић.
Убрзо је у Сплиту образован Бирчанинов штаб, а капетан Иванишевић је постављен за начелника. Овај штаб је преко Бирчанинових старих веза из ОРЈУН-е и Народне одбране организовао центре отпора и у Словенији. У тим пословима кључну улогу имао је капетан Иванишевић. Из Бирчанинових и Иванишевићевих извештаја послатих Дражи види се да је почетна акција сплитског штаба била усмерена на стварање војне организације четничких снага у далматинском залеђу и формирање Динарске дивизије. Капетан Иванишевић је предузео широку акцију укључивања у организацију што већег броја патриотски опредељених официра, који су се налазили у Сплиту и околним местима.
Сплитски штаб је имао значајну улогу у упућивању официра у Ђујићеву народну устаничку војску, која је тако добила прави војнички карактер. Помоћу активних официра и подофицира, које су капетан Иванишевић и војвода Бирчанин упућивали на терен, убрзо је формирано пет четничких пукова. Ради обједињавања јединица и боље координације деловања свих пукова, донесена је одлука да се формира Динарска дивизија, а у тренутку оснивања функцију команданта дивизије договором и пристанком свих команданата пукова преузео је војвода Бирчанин. Стари војвода је за свога заменика одмах поставио пуковника Димитрија Узунчевића, а за начелника штаба капетана Радована Иванишевића. Дужност заступника команданта дивизије на терену вршио је свештеник Момчило Ђујић.
Команда југословенске војске у Каиру издејствовала је код савезника да се војводи Бирчанину и његовом начелнику, капетану Иванишевићу, некако достави радио-станица ради успостављања сталне радио-везе. Коначно, британска подморница је допремила до Корчуле радио-станицу, потребну опрему и новчана средства за сплитски штаб. У делу Далмације који је анектирала Италија, капетан Иванишевић је тајно радио на четничкој организацији у духу инструкција добијених из Врховне команде. У рејонима Задра, Обровца, Скрадина, Шибеника, Бенковца, па све до Кистања капетан Иванишевић имао је добро умрежену четничку организацију. Доласком енергичног пуковника Илије Михића из заробљеништва 1942. године и преузимањем команде у целој личкој области, деловање капетана Иванишевића је знатно олакшано и проширено. Националнополитички представници с којима је сарађивао капетан Иванишевић били су: народни посланик Стево Рађеновић из Срба, лекар др Рајко Таузовић из Скрадина, адвокат др Урош Десница из Обровца, школски надзорник Владо Королија из Кистања и многи други.
Неуморни војвода Бирчанин и капетан Иванишевић повезивали су младе Хрвате, орјунаше из Шибеника, Сплита и других приморских градова у четничку организацију, али након смрти војводе ове започете активности су знатно смањене. Тешко оболео војвода Бирчанин у раду се све више ослањао на капетана Иванишевића. Тада се у сплитском штабу дубоко веровало у савезничко искрцавање на јадранску обалу и вршене су припреме за заједничку координирану акцију када за то дође време. Дана 3. фебруара 1943. године, умро је војвода Бирчанин и од тада сплитски одбор је изгубио на значају. У Динарској дивизији је одраније постојао сукоб међу командантима и војвода Бирчанин је улагао велике напоре да их измири. После Бирчанинове смрти, међусобна нетрпељивост команданата је дошла до пуног изражаја. Забринути капетан Иванишевић безуспешно је покушавао да умири страсти и да се некако превазиђу све дубље поделе међу командантима. Група старешина, међу којима су се истицали: Мане Роквић, Брана Богуновић, Милан Цвјетићанин, Перо Рајак, Милан Шућур, Марко Црљеница и други, покушали су да смене војводу Ђујића и преузму команду над Динарском дивизијом. Вештим и тактичким маневрима војвода Ђујић се одржао на челу дивизије, али више није имао потпуну контролу у неким областима. Капетан Иванишевић у вези с овим сукобима редовно је слао извештаје прво Захарију Остојићу, а касније у Врховну команду.
После капитулације Италије и доласка Немаца у Сплит, рад сплитског штаба је прекинут. О капетану Иванишевићу из тог периода скоро да и нема података. На крају рата одступио је на запад и емигрирао у Аргентину.

### Занимљивости
Радован Иванишевић је деда познатог тенисера Горана Иванишевића.